# تخته‌شاخک لویمسی
تخته‌شاخک لویمسی (نام علمی: Lamellibrachia luymesi) نام یک گونه از سرده تخته‌شاخک‌ها است.